# Farber (Misuri)
Farber es una ciudad ubicada en el condado de Audrain en el estado estadounidense de Misuri. En el Censo de 2010 tenía una población de 322 habitantes y una densidad poblacional de 434,7 personas por km².

## Geografía
Farber se encuentra ubicada en las coordenadas 39°16′27″N 91°34′36″O / 39.27417, -91.57667. Según la Oficina del Censo de los Estados Unidos, Farber tiene una superficie total de 0.74 km², de la cual 0.74 km² corresponden a tierra firme y (0.35%) 0 km² es agua.

## Demografía
Según el censo de 2010, había 322 personas residiendo en Farber. La densidad de población era de 434,7 hab./km². De los 322 habitantes, Farber estaba compuesto por el 92.86% blancos, el 1.55% eran afroamericanos, el 0.62% eran amerindios, el 0% eran asiáticos, el 0% eran isleños del Pacífico, el 0.31% eran de otras razas y el 4.66% pertenecían a dos o más razas. Del total de la población el 0.62% eran hispanos o latinos de cualquier raza.